# 輝け!五郎・マペット ゲバゲバ90分!
『輝け!五郎・マペット ゲバゲバ90分!』（かがやけごろうマペットゲバゲバきゅうじゅっぷん）は、1976年4月29日に『木曜スペシャル』で放送された日本テレビ製作の単発バラエティ番組である。

## 概要
1971年まで日本テレビで放送されていた『巨泉×前武ゲバゲバ90分!』を、野口五郎とアメリカ産の操り人形・マペットによって再構築した特別版。マペットはニューヨークから初来日という触れ込みで、彼らと野口によるギャグとアニメーションと歌のバラエティ企画が展開されていた。
放送から6年後の1982年3月30日にもゲバゲバの復活特番である『ゲバゲバ90分!+30』が放送されたが、その際に同特番が銘打っていたキャッチフレーズは「10年振りの復活」だった。同特番放送日の10年前は『ゲバゲバ一座のちょんまげ90分!』が終了した時期であり、1976年に放送のこの特番は無かったかのような表現になっていた。
その後、『メレンゲの気持ち』2012年6月2日放送分に野口五郎が出演した際にこの特番の映像が流された。